# Julienne Anoko
Julienne Saratou Ngoundoung Anoko  est une socioanthropologue, spécialisée en épidémiologie et santé publique, née à Yaoundé, au Cameroun, en 1968, de nationalité camerounaise puis espagnole.

## Biographie

### Enfance, formation et débuts
Née en 1968 à Yaoundé , Julienne Anoko entame initialement des études supérieures en lettres modernes à la faculté de Yaoundé, puis les interrompt. Des années difficiles suivent, avec deux enfants à charge,« sans nouvelles de leur père biologique ». À la suite d'une rencontre avec un anthropologue camerounais, elle se prend d’intérêt pour cette discipline. Après des études menées en autodidacte, elle est admise en entrée directe en maîtrise à l’Université Paris-Descartes. Elle complète cette formation par un master en anthropologie médicale au Muséum national d'histoire naturelle, à Paris, sous la direction d'Alain Epelboin, et par un DEA à l’Université d’Orléans, puis commence la préparation d’une thèse. Cette préparation, menée entre des locaux universitaires parisiens et des études sur le terrain, nécessite plusieurs années. Cette thèse d’anthropologie sociale, intitulée Du sang et de l'argent : itinéraires du chasseur et de la venaison chez les Tikar du Cameroun central est menée sous la direction de Jean-Pierre Warnier,,.

### Carrière
Elle s’installe à Madrid, avec son mari, de nationalité espagnole. En 1991, son époux est nommé en Angola pour y diriger la coopération espagnole. Julienne Anoko découvre ce pays. En 2004, elle soutient sa thèse à Paris, avec succès,. 
En 2005, l'Angola est confrontée à une épidémie de fièvre hémorragique due au virus de Marburg, assez proche du virus Ebola. Des équipes médicales occidentales issues d’ONG interviennent. Mais à la suite de malentendus et de maladresses dans la façon de procéder de ces équipes,  un climat très tendu s’installe avec la population, bloquant les progrès contre l’épidémie.  L'une des erreurs est par exemple d'enterrer des personnes dans des tombes qui ne sont pas correctement identifiées, entre le nom officiel et le nom d’usage, et l’utilisation de repères établis trop rapidement. L’équipe occidentale concernée se voit  accusée de voler des corps. De façon générale, les funérailles constituent un point d'achoppement entre des équipes médicales dont une des obsessions est de bloquer la propagation du virus, et des familles pour qui ce moment reste un temps fort sur lequel des rites sont à respecter, malgré la crise sanitaire. L'OMS décide alors de faire appel à l'anthropologue Alain Epelboin et d'engager Julienne Anoko, déjà présente en Angola, qui connaît bien Alain Epelboin, pour aider les équipes médicales à mieux identifier les besoins des populations, les normes sociales de ces populations, et pour mieux se faire comprendre,,.
D’autres missions suivent, en Afrique et également en Amérique et en Europe, au rythme des épidémies, notamment la peste à Madagascar, le virus Zika, la grippe H1N1 et une succession d’épidémies Ebola, de 2014 à 2020.  Depuis 2005, elle soutient ainsi l’action de plusieurs institutions (administrations publiques, ONG, organisations internationales de développement et des Nations unies) en particulier pour contrer des épidémies d'urgence (et également dans les programmes de développement),,,.
Depuis février 2019, Julienne Anoko est la première anthropologue titulaire d’un poste et responsable d’un service à l’Organisation mondiale de la santé (OMS), une  reconnaissance implicite du rôle que peuvent jouer les sciences sociales en matière de santé publique.